# InterCity (Italien)

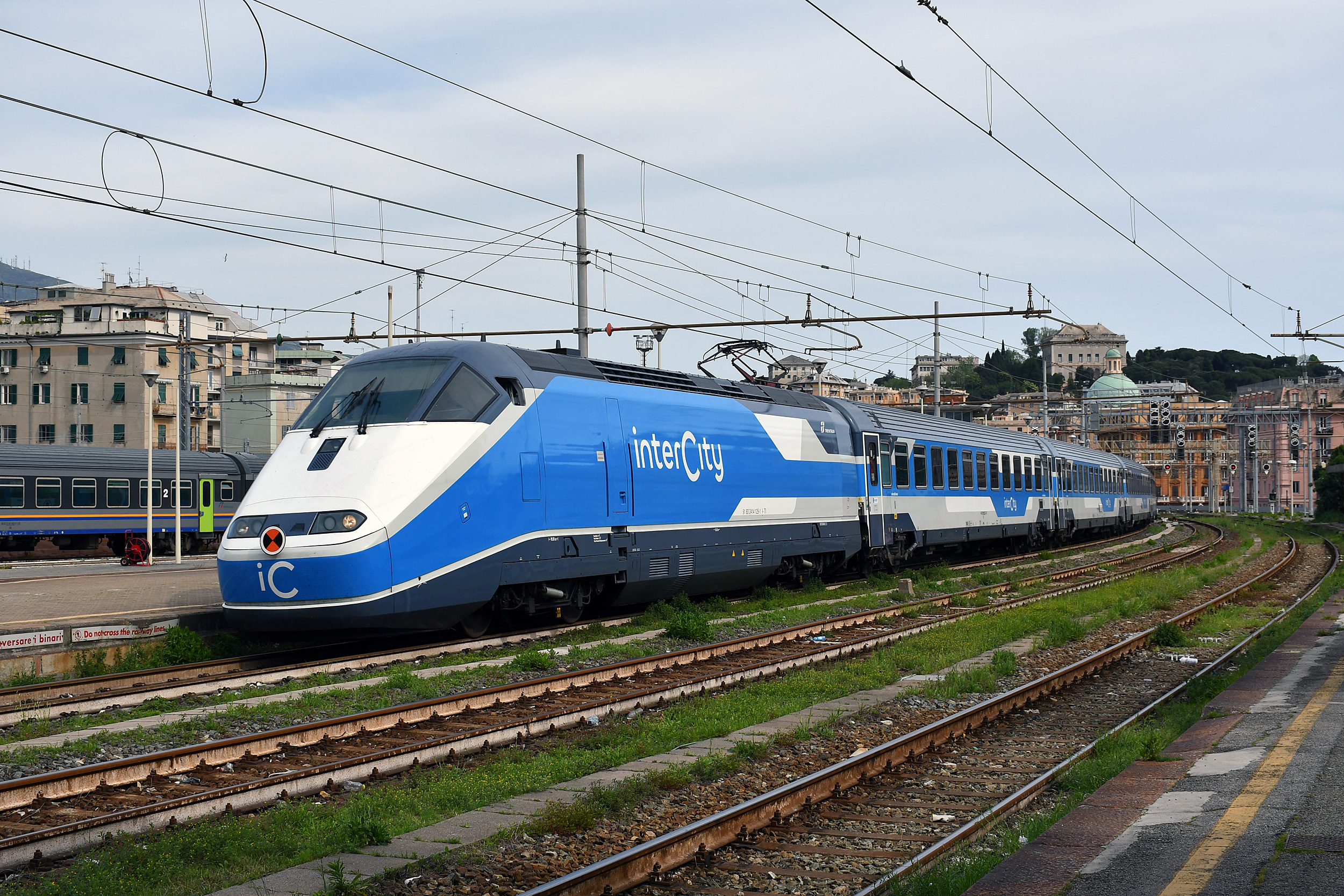
InterCity der Trenitalia

Der InterCity (Kurzform: IC) ist eine in Italien verwendete internationale Zuggattung des Inlands-Fernverkehrs. Die Züge verbinden auf den traditionellen (Nicht-Hochgeschwindigkeits-)Strecken mit einer Höchstgeschwindigkeit von 200 km/h die wichtigen Städte. Das Angebot liegt unterhalb der italienischen Hochgeschwindigkeitszüge "Le Frecce".
Der InterCity-Verkehr ist Teil eines Dienstleistungsvertrags zwischen Trenitalia und dem italienischen Ministerium für Infrastruktur und Verkehr: Das Ministerium subventioniert diese Züge, um Relationen aufrechtzuerhalten, die nicht allein mit den Einnahmen aus dem Fahrkartenverkauf aufrechterhalten werden können, und garantiert gleichzeitig ein grundlegendes Fernverkehrsnetz zu niedrigen Preisen.

## Unterkategorien

### InterCity
In Italien liegt die InterCity-Zugkategorie (IC) zwischen der Frecciabianca- und der Regionalzugkategorie. InterCity-Züge verbinden über 200 italienische Städte und verfügen über eine 1. und 2. Klasse. Eingesetzt werden Eurofima-Wagen, in der Ersten Klasse auch Gran-Comfort-Wagen (ehemalige TEE-Wagen). Gezogen werden diese von verschiedenen Lokomotivbaureihen, u. a. der Baureihe E.414, die auch als Frecciabianca unterwegs ist.
Die normalen InterCity haben die Zugnummern 500 bis 749 und sind reservierungspflichtig.

### InterCity Notte
„InterCity Notte“ (ICN) sind Nachtzüge, die das Tagesnetz ergänzen und Mailand, Rom und Turin mit dem Rest des Landes verbinden. Auf allen Linien des Intercity Notte (ICN) werden Liege- und Schlafwagen mitgeführt. Bis auf die Verbindungen nach Sizilien sind außerdem Sitzwagen eingereiht.
Die Sitzwagen haben normalerweise Abteile mit je sechs Plätzen. Auf einigen Verbindungen sind zusätzlich Steuerwagen mit Großraumabteilen unterwegs. Im Schlafwagen können Plätze in Abteilen mit drei (T3), zwei (D) oder einem Bett (S) reserviert werden. Angrenzende Abteile lassen sich durch eine Tür verbinden. In den Liegewagen gibt es nur 4er-Abteile. Im Nachtzug von Rom nach Palermo sind außerdem „Excelsior“-Schlafwagen mit eigener Dusche, WC und Tisch sowie 4er-Abteilen (E4) unterwegs.
Bei der Buchung in einem Mehrbett-Abteil in Liege- und Schlafwagen können Frauen auch im Frauen-Abteil buchen.

### InterCity Plus
Von 2005 bis 2009 gab es die Zugklasse „InterCity Plus“, die modernisierte Wagen führte. Durch die Modernisierung aller InterCity-Wagen bis 2009 wurde sie obsolet.
Ab 2008 waren die InterCity Plus reservierungspflichtig.

## Streckennetz

### Intercity
Im Jahr 2020 sind 90 InterCity-Verbindungen aktiv. Diese verkehren hauptsächlich auf den wichtigsten italienischen Eisenbahnstrecken mit getakteten Fahrplänen.
Folgende Verbindungen sind regelmäßig unterwegs:
- Mailand – Turin
- Mailand – Terni
- Mailand – Neapel (– Reggio Calabria)
- Rom – Perugia (– Ancona)
- Rom – Salerno
- Rom – Florenz
- Rom – Bari (– Lecce)
- Rom – Triest
- Reggio Calabria – Catanzaro – Crotone – Taranto

Fast alle InterCity- und InterCity Plus-Züge hatten bis 2009 einen Namen, der sich auf Orte beziehen konnte, die sie durchquerten (z. B. ICplus 507 "Sila" Turin – Reggio Calabria oder der ICplus 717 "Adige" Bozen – Lecce) oder auf berühmte Personen, die mit den bedienten Orten in Verbindung stehen (z. B. ICplus 564 "Leopardi" Pescara – Mailand).

### Intercity Notte
Die InterCity Notte fahren auf 15 Strecken und verbinden hauptsächlich Nord- mit Süditalien.
- Mailand – Syrakus
- Mailand – Palermo
- Mailand – Lecce
- Mailand – Tarent – Lecce
- Turin – Salerno
- Turin – Mailand – Salerno
- Turin – Lecce
- Turin – Mailand – Reggio Calabria
- Rom – Syrakus
- Rom – Palermo
- Rom – Neapel – Syrakus
- Rom – Neapel – Palermo
- Rom – Venedig – Triest
- Rom – Bozen (nur am Wochenende)
- Rom – Lecce (nur am Wochenende)